# 안데스피그미쌀쥐
안데스피그미쌀쥐(Oligoryzomys andinus)는 비단털쥐과 피그미쌀쥐속에 속하는 설치류이다. 페루 남부와 볼리비아 서부의 안데스산맥에서 발견되지만 사실상 한 종 이상을 포함하는 것으로 추정하고 있다. 핵형은 2n=60, FNa=70이다.